# Revolución, Jesús Carranza
Revolución är en ort i Mexiko.   Den ligger i kommunen Jesús Carranza och delstaten Veracruz, i den sydöstra delen av landet, 500 km sydost om huvudstaden Mexico City. Revolución ligger 86 meter över havet och antalet invånare är 114.
Terrängen runt Revolución är platt åt nordost, men åt sydväst är den kuperad. Runt Revolución är det glesbefolkat, med 10 invånare per kvadratkilometer. Närmaste större samhälle är Suchilapan del Río, 15,6 km nordväst om Revolución. Omgivningarna runt Revolución är en mosaik av jordbruksmark och naturlig växtlighet.